# Estatua ecuestre de George Washington (Newark)
George Washington es una estatua ecuestre al aire libre del escultor escocés-estadounidense J. Massey Rhind ubicada en Washington Park en la ciudad de Newark, en el estado de Nueva Jersey (Estados Unidos). Representa al general George Washington despidiéndose de las tropas del Ejército Continental el 2 de noviembre de 1783 y se dedicó en el aniversario de ese evento en 1912.

## Historia
Se encargó al escultor J. Massey Rhind que hiciera el trabajo, financiado por el legado de Amos H. Van Horn (1840–1908), propietario de una de las tiendas de muebles más grandes de Newark. Nacido en Edimburgo, Rhind (1860–1936) tenía un taller en la ciudad de Nueva York y era conocido por las cariátides clásicas en los grandes almacenes Macy's en la calle 34. La propuesta de Rhind era una estatua ecuestre distintiva, que mostraba al general Washington despidiéndose de las tropas y de pie junto a su caballo, en lugar de montado, lo que ayudó a asegurar el encargo.
La estatua fue fundida en 1912 por Roman Bronze Works de la ciudad de Nueva York, que también había realizado la fundición de las esculturas de Rhind para el Monumento conmemorativo al Gran Ejército de la República de Stephenson en Washington D. C. George Washington se instaló en Newark's Washington Park y dedicado el 2 de noviembre de 1912, aniversario del evento representado. El presidente William H. Taft estaba programado para pronunciar un discurso en la inauguración, pero luego tuvo que asistir al funeral del vicepresidente James S. Sherman, quien había muerto tres días antes, el 30 de octubre.

## Descripción

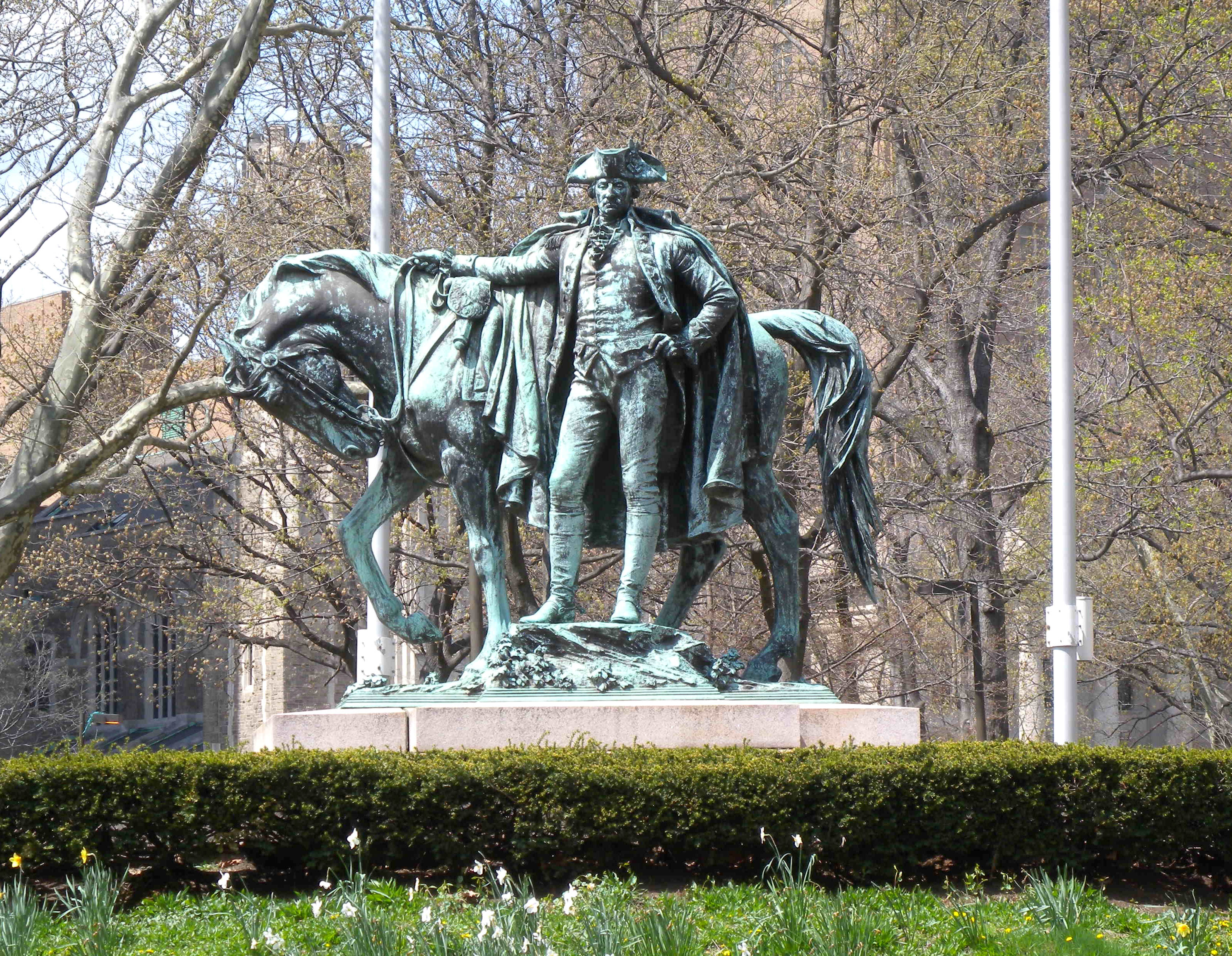
La estatua en el parque Washington

La escultura de bronce representa al general Washington dando su discurso de despedida a las tropas del Ejército Continental en Rocky Hill, el 2 de noviembre de 1783. Este evento fue después de que llegara desde Francia la noticia del Tratado de París, que puso fin a la Guerra de Independencia. 
La estatua muestra a Washington, desmontado de su caballo, con uniforme militar y con una capa de montar sobre el hombro. Su caballo se muestra con el pie levantado y la cabeza baja. La estatua mide aproximadamente 2,6 m de alto x 1,7 m de ancho x 3,8 m de largo y está sobre una base de piedra que mide aproximadamente 0,6 m de alto x 4,5 m de ancho x 4,7 m de largo.

## Legado
Después de su inauguración en 1912, el magnate cervecero Christian William Feigenspan encargó a Rhind una copia de la estatua ecuestre de Bartolomeo Colleoni en Venecia. La estatua se dedicó en Parque Lincoln de Newark el 28 de julio de 1916.
La estatua de Washington se agregó al Registro Nacional de Lugares Históricos como propiedad contribuyente del distrito histórico de James Street Commons el 9 de enero de 1978. Fue examinado por el programa Save Outdoor Sculpture del Museo Smithsoniano de Arte Americano en 1995.